# Carmontelle
Louis Carrogis de Carmontelle, né le 15 août 1717 à Paris et mort dans la même ville le 26 décembre 1806, est un peintre, dessinateur, graveur, auteur dramatique et architecte-paysagiste français.
Grand ordonnateur des fêtes du duc d'Orléans, célèbre pour ses portraits de profil comme pour ses petites comédies improvisées appelées Proverbes, il est connu également pour avoir peint des transparents, inspirés de la lanterne magique, et pour avoir agencé le parc Monceau de Paris.

## Biographie
Né d’un père maître cordonnier d’origine ariégeoise, Louis Carrogis apprend la peinture et le dessin en autodidacte et trouve un emploi de tuteur en mathématiques auprès des enfants de la noblesse. Il participe à la guerre de Sept Ans en qualité de topographe, tout en occupant ses loisirs à croquer les soldats de son régiment. De retour à Paris en 1763, il entre au service du duc d'Orléans en tant que lecteur.

« Cette place de lecteur était subalterne, écrit Madame de Genlis, puisqu'elle ne donnait pas le droit de manger avec les princes, même à la campagne. Ainsi que le docteur Tronchin, M. Carmontelle jouissait de la distinction de venir tous les soirs prendre des glaces avec le Prince et les personnes de la cour. »

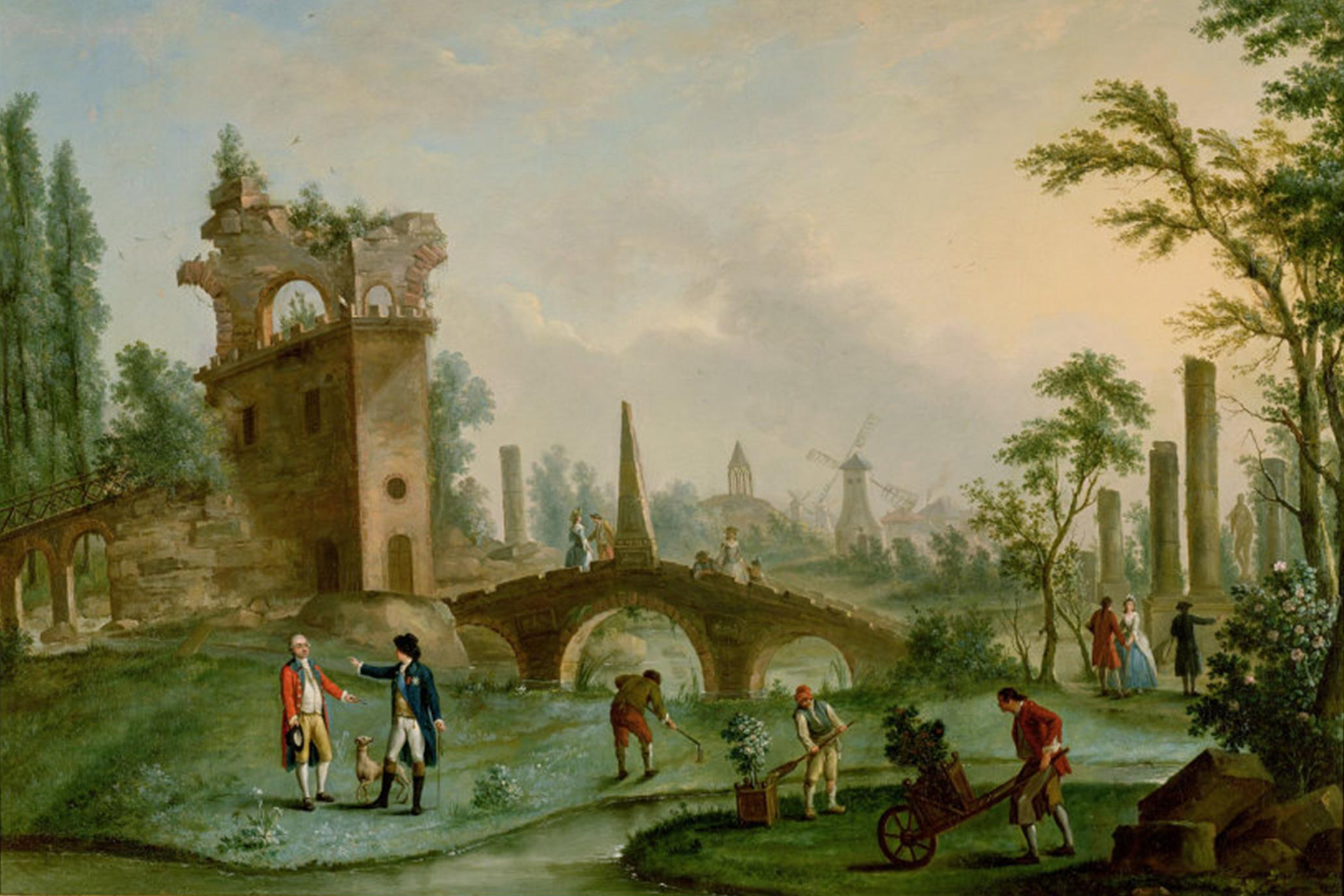
Anonyme, Carmontelle présentant les clés du parc Monceau au duc de Chartres (1790), œuvre non sourcée.

Carmontelle se fait cependant apprécier pour son esprit et pour son habileté à portraiturer les personnages, petits et grands, qui fréquentent la cour. Son principal emploi consiste à orchestrer les fêtes et les divertissements dont raffole la noblesse. À l'aide d'un dispositif qu'il a lui-même inventé, il fait défiler des paysages transparents devant les invités du duc. Il improvise des comédies dont les acteurs sont choisis parmi l'assistance, tandis que les spectateurs sont invités à deviner les proverbes qui en forment la trame. Certaines de ses pièces sont mises en musique par Jean-Benjamin de Laborde et représentées dans les théâtres privés des grandes courtisanes.
En 1785, à la mort du duc d'Orléans, il se retrouve au service de son fils, le duc de Chartres et futur Philippe Égalité, pour lequel il dessine les plans du parc Monceau et en conçoit les folies. Lorsque le duc de Chartres est guillotiné en 1793, Carmontelle prend sa retraite dans un petit logement de la rue Vivienne à Paris, où il meurt treize ans plus tard le 26 décembre 1806, à l’âge de 89 ans.

## Son œuvre
L'œuvre de Carmontelle, surtout connue pour ses petites pièces de théâtre dénommées proverbes, est très diverse. Avec ses portraits, elles témoignent d'un esprit d'observation très fidèle à la réalité. Carmontelle dit vouloir rendre le ton de la conversation, sans chercher à faire stylé. Malgré la vérité de ses textes, il lui sera reproché d'être plat, commun par trop de naturel.
L'art de Carmontelle est dans la reproduction de ce qu'il voit, souvent par le biais de la miniature, comme dans ses jardins. Ses talents d'imitateur se cachent derrière une sensation de naturel que donne son travail, un examen attentif les faisant ressortir. Son art cherche à s'effacer, pour donner l'illusion de la réalité, comme le fait aujourd'hui une photographie, technique qu'il a d'ailleurs pressentie, par ses travaux d'optique et par ses transparents et ses chambres noires.

### Les portraits

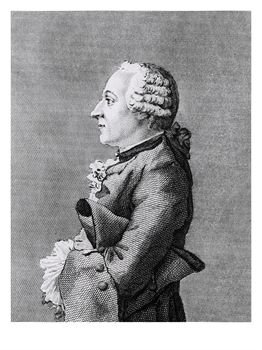
Le Baron Grimm (1769), gravure de John Swaine d'après Carmontelle.

On connaît de lui plus de 750 portraits. Le baron Grimm, qui posa lui-même pour Carmontelle en 1769, écrit à leur propos :

« M. de Carmontelle se fait depuis plusieurs années un recueil de portraits dessinés au crayon et lavés en couleurs de détrempe. Il a le talent de saisir singulièrement l’air, le maintien, l’esprit de la figure plus que la ressemblance des traits. Il m’arrive tous les jours de reconnaître dans le monde des gens que je n’ai jamais vus que dans ses recueils. Ces portraits de figures, toutes en pied, se font en deux heures de temps avec une facilité surprenante. Il est ainsi parvenu à avoir le portrait de toutes les femmes de Paris, de leur aveu. Ses recueils, qu’il augmente tous les jours, donnent aussi une idée de la variété des conditions ; des hommes et des femmes de tout état, de tout âge s’y trouvent pêle-mêle, depuis M. le Dauphin jusqu’au frotteur de Saint-Cloud. »

Cent ans plus tard, cette analyse de Grimm se trouve en large partie confirmée par deux historiens de l'art :

« Ces portraits fait généralement de profil, en pied, de format in-folio, sont d'une ressemblance très fidèle, bien que terre à terre et sans grand style. Au crayon, lavés d'aquarelle, rehaussés quelquefois de pastel ou de gouache, ces dessins forment une galerie des plus curieuses et des plus intéressantes, particulièrement pour les descendants du duc d'Orléans, puisque ce sont les amis de leur famille. »

Carmontelle, qui ne monnayait pas ses portraits et aimait à en distribuer des copies à ses amis, avait soin d'en conserver les originaux, de sorte que la majeure partie en fut préservée, pour être recueillie par la suite à Chantilly au musée Condé et à Paris au musée Carnavalet. Beaucoup d'entre eux furent reproduits par des graveurs de renom, l'un des plus célèbres étant La Malheureuse Famille Calas, gravée en 1765 par Jean-Baptiste Delafosse.

### L'estampe des Calas

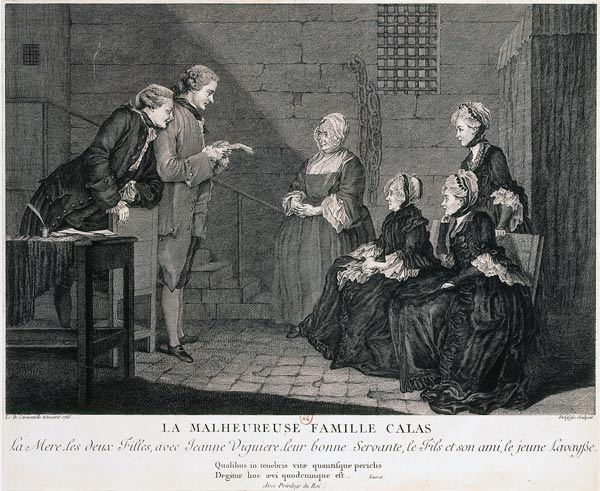
La malheureuse famille Calas (1765), gravure de Jean-Baptiste Delafosse d'après Carmontelle.
Légende : « La Mère, les deux Filles, avec Jeanne Viguière, leur bonne Servante, le Fils et son ami, le jeune Lavaysse. »

Cette année-là, un proche de Voltaire et de Diderot, Étienne Noël Damilaville, a l'idée de lever une souscription pour venir en aide à la famille Calas, dont il estime le père injustement condamné au supplice. Les souscripteurs, que Grimm et ses amis s'empressent de solliciter dans toute l'Europe, y compris en Russie, recevront en échange de leurs dons un portrait de Madame Calas, que Carmontelle a accepté de dessiner.
Au mois d'avril, soit quelques jours après le jugement de réhabilitation obtenu grâce aux efforts de Voltaire, Damilaville lui fait part de son projet : « Un de nos amis la dessine actuellement avec Lavaysse et toute sa famille dans un même tableau où ils seront dans une prison ». Voltaire s'enthousiasme aussitôt : « L'idée de l'estampe des Calas est merveilleuse. Je vous prie, mon cher frère, de me mettre au nombre des souscripteurs pour douze estampes ». Voltaire non seulement acheta les estampes, mais il en fit accrocher une dans l'alcôve où se trouvait son lit.

### Les proverbes
Les proverbes de Carmontelle constituent par excellence un théâtre de société. À l'origine, ce ne sont guère que des canevas sur lesquels les personnages de la cour sont invités à improviser. Carmontelle lui-même y prend part en se réservant le rôle du mari avare et jaloux. Il y met tant de vérité que Frederick, duc d'York et Albany, frère du roi d'Angleterre, se serait un jour exclamé : « Cela est si parfait que si cet homme-là veut se marier, il ne trouvera jamais une femme ».
Environ une centaine de proverbes a été conservée. Ce sont des petites comédies sans prétention, à la trame légère et dépourvues de toute action dramatique. La plupart des critiques s'accordent pour ne leur trouver qu'un faible mérite littéraire. Diderot commente ainsi deux d'entre eux :

« La Rose rouge, ou Qui dit ce qu'il sait, qui donne ce qu'il a, qui fait ce qu'il peut, n'est pas obligé à davantage : Le sujet est joli et le proverbe est détestable. C'est un peintre qui fait pour enseigne une rose rouge à un marchand qui lui demande un lion d'or. Le peintre fait ce qu'il peut, le marchand donne en payement du vin qu'il a et la femme du peintre dit ce qu'elle sait.

Les Époux malheureux, ou Le Diable n'est pas toujours à la porte d'un pauvre homme : Les pauvres époux essuient successivement tout ce qu'il est possible d'imaginer de désastres, lorsque la mort subite d'un oncle les remet au-dessus de leurs affaires. C'est le fond d'une comédie charmante et du plus grand pathétique. Ah ! si ce sujet fût tombé dans la tête d'un poëte, il y a de l'étoffe pour cinq bons actes bien conditionnés et bien chauds. »

Il faut attendre près d'un siècle pour que le vœu exprimé par Diderot se trouve exaucé en la personne d'Alfred de Musset. C'est lui qui insuffle aux proverbes la poésie qui leur manquait, quitte à les plagier parfois sans vergogne. On retrouve ainsi dans On ne saurait penser à tout, que Musset fait jouer pour la première fois en société en 1849, des scènes entièrement retranscrites du proverbe de Carmontelle intitulé Le Distrait.
Carmontelle a écrit aussi des instructions sur la façon d'écrire ces proverbes. Il s'agit, explique-t-il, d'un sujet, comportant diverses scènes, qui illustrent un proverbe, proverbe que l'assemblée doit deviner. Il faisait attention que la présentation imprimée ne donne pas de façon trop visible le proverbe, à tel point que les titres de ses saynètes ne le révélait pas.

### Les transparents
Les transparents de Carmontelle se composent d'un long rouleau de feuilles peintes collées bout à bout. Tendu entre deux bobines et éclairé par transparence, ce rouleau défilait devant les yeux des spectateurs en leur donnant l'impression de se mouvoir à travers un charmant paysage. Leur enchantement atteignait à son comble lorsqu'ils reconnaissaient, parmi les personnages qui s'y promenaient, ceux qu'ils avaient eux-mêmes incarnés dans les proverbes.
En 1801, Carmontelle présenta ses transparents à Félicité de Genlis qui écrit :

« À mon retour en France, Carmontelle vivait encore. Il vint me voir souvent à l'Arsenal et me montra cette sorte de lanterne magique si originale et de l'effet le plus agréable. Il était alors en marché pour la vendre très-avantageusement en Russie. »

Jean-Christophe Bailly consacre un chapitre au transparent de Carmontelle conservé au musée du Domaine départemental de Sceaux dans son livre Le Dépaysement. Voyages en France.

### Le pays d'illusions

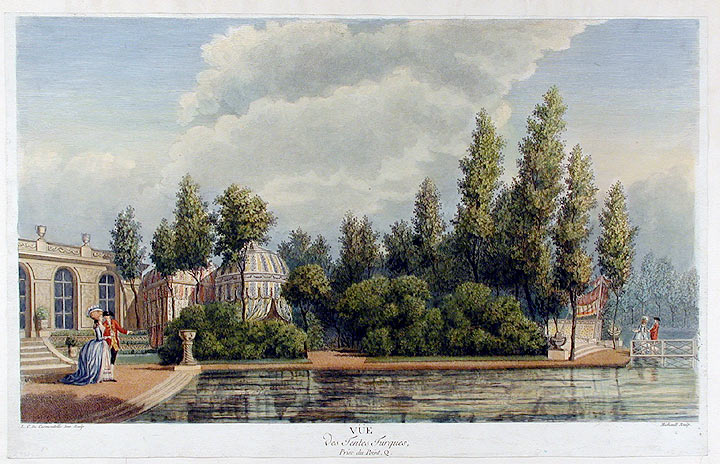
Vue des tentes turques (1779), gravure de Jean-Baptiste Delafosse d'après Carmontelle.

Sur une parcelle de terrain située dans le village de Monceau, au nord-ouest de Paris, acquise en 1769 par le duc de Chartres, Carmontelle est chargé d'agencer un jardin d'agrément. Il se met au travail en 1773 et conçoit un parc dans le style anglo-chinois, que l'on appelle alors la « folie de Chartres ».
Ainsi qu'il l'explique dans un album où il défend son œuvre, qui fut vivement critiquée, son ambition était de créer « un jardin extraordinaire où seraient réunis tous les temps et tous les lieux ». Dans ce « pays d’illusions », le promeneur se voyait offrir un parcours jalonné de 17 édicules appelés fabriques. Au détour d'un chemin, il découvrait entre autres une tour avec pont-levis, une allée des tombeaux, une île des moutons, un moulin à eau en ruines, un moulin à vent hollandais, une colonnade corinthienne, un temple de Mars, des tentes tartares, un obélisque, un minaret, une pyramide égyptienne, un carrousel chinois, une naumachie. Ainsi que l'avait voulu le duc de Chartres, grand maître du Grand Orient de France, certaines de ces constructions étaient ornées en outre de symboles maçonniques.
Achevé en 1778, le parc Monceau fut par la suite plusieurs fois réaménagé, ne laissant que très peu d'éléments du jardin tel que Carmontelle l'avait conçu.

## Galerie

Œuvres de Carmontelle
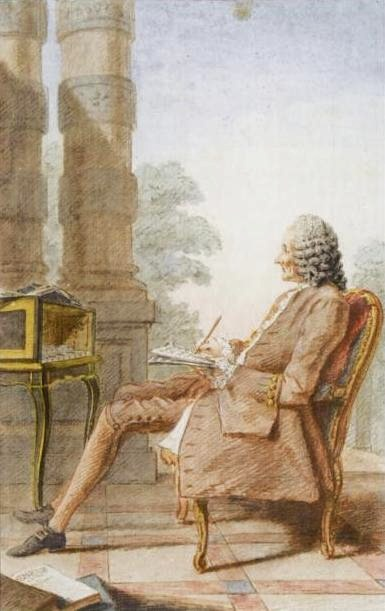
Monsieur Rameau (1760), Chantilly, musée Condé.
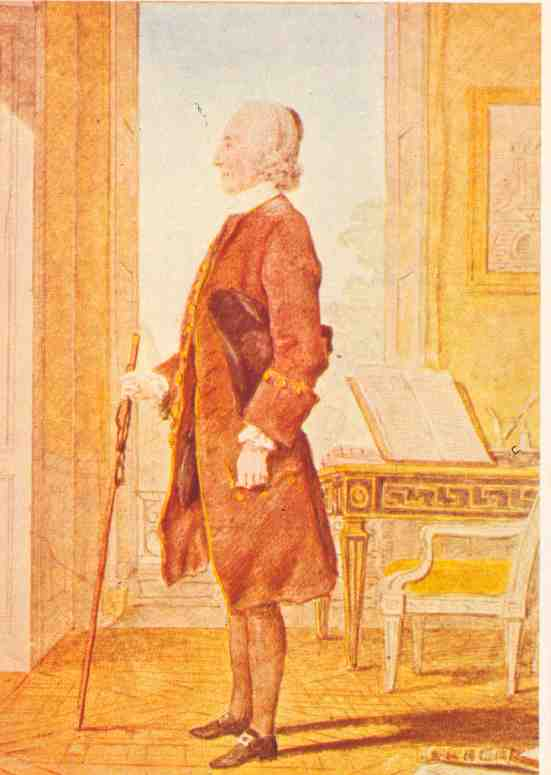
L'Abbé Allaire, ancien précepteur du duc d'Orléans (vers 1760), Chantilly, musée Condé.
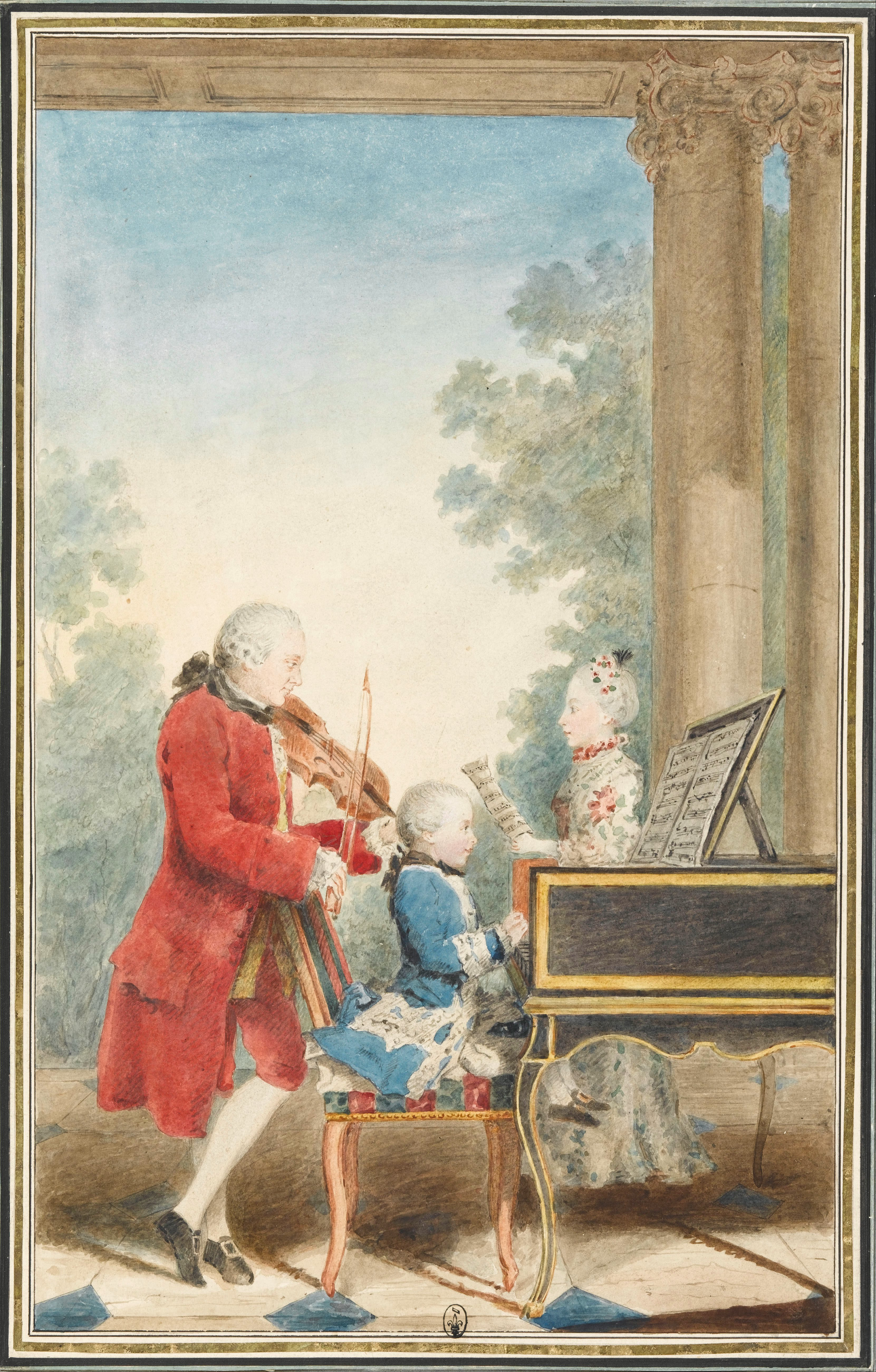
La famille Mozart (1764)
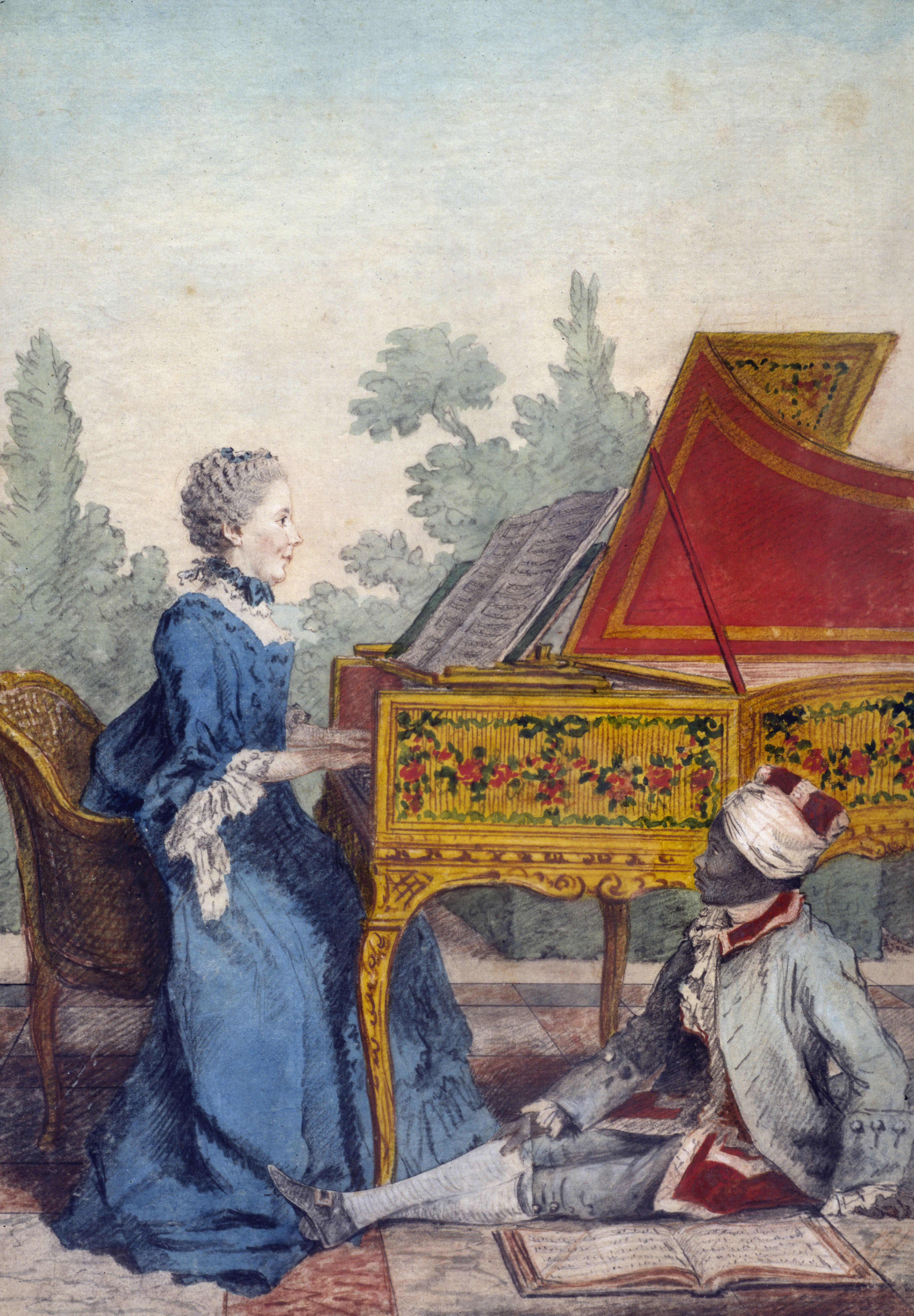
Mlle Desgots jouant du clavecin, avec son "nègre" Laurent (1766), Paris, musée Carnavalet.
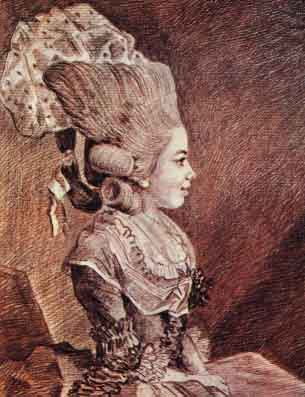
Germaine Necker à l'âge de quatorze ans (1780), château de Coppet.
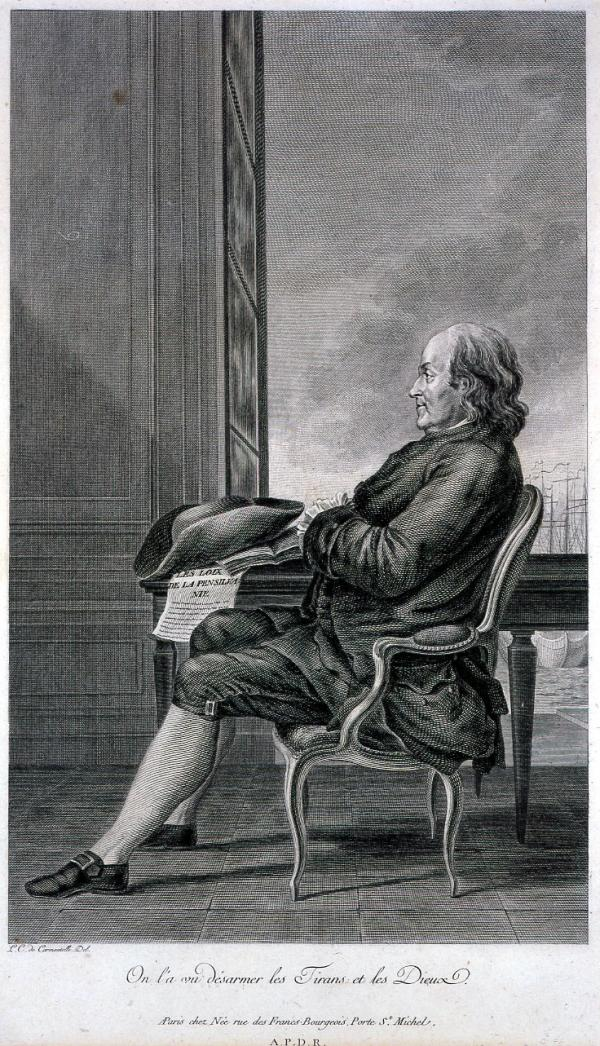
Benjamin Franklin (1781), gravure de François Denis Née d'après Carmontelle. Légende : « On l'a vu désarmer des Tirans et des Dieux. »
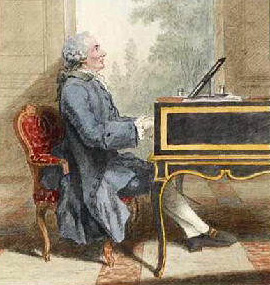
Egidio Duni (vers 1760), Chantilly, musée Condé.

### Hommages
- Place Louis Carmontelle : place où se situent encore aujourd'hui les pavillons de garde qui ont donné leur nom à la ville voisine des Pavillons-sous-Bois.

## Publications

### Théâtre
- Proverbes dramatiques, 1768-1769
- Amusemens de société, ou Proverbes dramatiques, 8 volumes, 1768-1771
- Proverbes dramatiques, 8 volumes, 1774-1781
- Théâtre de campagne, 4 volumes, 1775
- Nouveaux Proverbes dramatiques, 2 volumes, 1811
- Proverbes et comédies posthumes de Carmontel, précédés d'une notice par Madame la comtesse de Genlis, 3 volumes, 1825

### Varia
- Jardin de Monceau, près de Paris, appartenant à Son Altesse sérénissime Monseigneur le duc de Chartres, 1779 ; réédition en fac-simile : Le Jardin de Flore, Paris, 1979. Texte et dessins de Carmontelle
- Conversations des gens du monde dans tous les temps de l'année, 2 volumes, 1786
- Les Femmes, roman dialogué, 1825

### Critique d’art
(Ces ouvrages sont également attribués à Louis-François-Henri Lefébure.)
- Coup de patte sur le salon de 1779, dialogue, précédé et suivi de réflexions sur la peinture, 1779
- Encore un coup de patte pour le dernier, ou Dialogue sur le salon de 1787, 1787
- Le Triumvirat des arts, ou Dialogue entre un peintre, un musicien et un poète, sur les tableaux exposés au Louvre, année 1783 : pour servir de continuation au Coup de patte et à la Patte de velours, 1783
- Visites agréables, ou le Salon vue en beau, sans date

## Pour approfondir